# 熊希齢
熊 希齢（ゆう きれい、1870年7月23日〈同治9年6月25日〉 - 1937年12月25日）は、清末民初の政治家・学者・教育家・実業家。変法派・立憲派の一員。民国時代の北京政府では国務総理を務めた。字は秉三。号は明志閣主人、双清居士。仏号は妙通。祖籍は江西省豊城県（現在の宜春市豊城市）。

## 事績

### 変法運動での挫折
父の熊兆祥は、衡州澄湘水師営管帯をつとめた。熊希齢は、14歳で秀才となる。1891年（光緒17年）秋に挙人となった。翌年4月、会試に参加して貢士となる。1894年（光緒20年）の殿試に参加して進士となり、翰林院庶吉士を授かった。
同年の日清戦争の後、熊希齢は国政改革への意欲を高め、張之洞の下で両湖営務処総弁に任命された。この時に、熊は『軍制篇』と呼ばれる書物を著し、軍制改革の必要性を主張した。その後、湖南巡撫に就任した陳宝箴により新政が開始されると、熊はその下で実業・教育の振興を建議し、実行に移している。
1897年（光緒23年）には、湖南時務学堂を創設し、熊希齢は総理となった。熊は変法派の梁啓超、譚嗣同などを教員として招聘し、唐才常も新政下にあった湖南で活動した。しかし、省内で次第に変法派と反変法派の争いが激化し、反変法派の糾弾を受けて熊は失脚してしまう。さらに変法派が戊戌の政変で壊滅したため、熊は悲観・失望の余り、4年間自ら蟄居してしまった。

### 清末の実業振興
1902年（光緒28年）、常徳知府の朱其懿の招聘を受け、熊希齢は常徳西路師範学堂副弁として公的活動を再開した。翌年秋、湖南巡撫趙爾巽により、常徳西路師範学堂監督に起用される。さらに趙に新政を進言してその実施を助けた。後に趙は、変法運動により処罰を受けていた熊の復権を中央に上奏し、成就させている。
しかし間もなく、趙の新政は反対派の抵抗にあって頓挫したため、熊希齢は実業界に転じる。1904年（光緒30年）、日本に実業視察に赴いた。帰国後、新任の巡撫端方に実業教育学校の創設を建言して賛同を取得し、各種学校を実際に成立させた。
1906年（光緒32年）から、熊希齢は外国憲法に関する資料収集を開始し、同年に『欧美政治要議』という書物を完成させた。その後、清朝で始まった立憲準備においても、熊は8項目の意見を奉呈した。同年9月、盛京将軍に異動していた趙爾巽の招聘を受け、熊は奉天農工商局総弁に任命された。
趙が奉天を離れた後、熊希齢は江蘇工商局総弁などの職を歴任した。1909年（宣統元年）、東三省理財政監理官に異動する。東三省では他にも様々な財務・実業の職務を担当し、熊は大きな成果をあげて高い名声を博した。

### 国務総理就任
1911年（宣統3年）10月の武昌起義勃発後、熊希齢は直ちに張謇らによる革命派・共和制支持の電文に名を列ねた。1912年（民国元年）、章太炎らの中華民国連合会に参加し、さらに統一党、共和党に相次いで加入した。同年4月、北京政府の唐紹儀内閣で財政総長に任命され、財政整理に取組んだ。しかし、外国銀行団との借款交渉の不調やそれ自体への国内批判により、辞任に追い込まれた。1913年（民国2年）、熱河都統に就任した。
二次革命（第二革命）に際して熊希齢は、袁世凱を支持している。二次革命鎮圧後、熊は袁の支持により国務総理兼財政総長に就任した。熊は梁啓超や張謇らの著名政治家を閣僚に起用し、さらに『政府大政方針宣言』を公表して国政改革への意欲を示した。しかし、現実には袁世凱の威勢に抵抗することはできず、その命に従って国会解散などを行うことしかできなかった。さらに袁世凱から用済みとされる形で、内閣は1914年（民国3年）2月に崩壊した。

### 晩年の活動

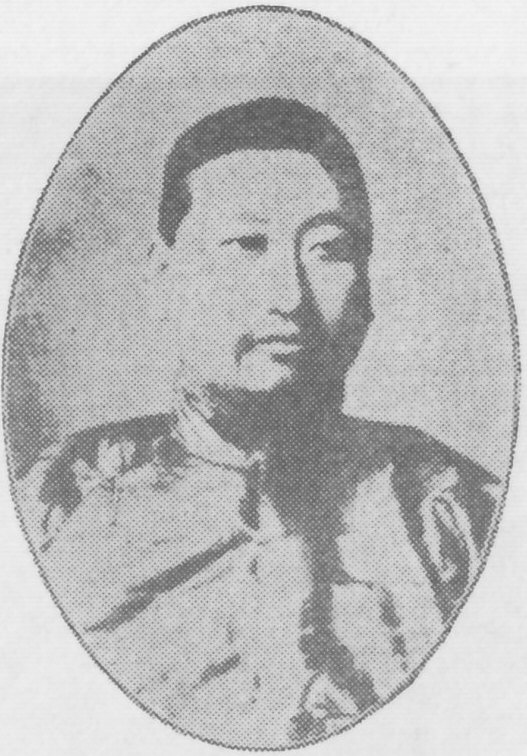
熊希齢別影（『東方雑誌』1913年9月掲載）

以後の熊希齢は、政界から事実上引退した。実業・教育の振興、あるいは慈善事業に献身的、精力的に取組み、幅広い成果と名声を獲得した。後に赤十字中国分会会長となっている。日中戦争（抗日戦争）の際には、前線に立つ兵士や国民への救護などに積極的に取組んだ。このため一般に中国では、北京政府高官の歴史的評価は低いにもかかわらず、熊の評価は例外的に高い。
1937年（民国26年）12月25日、香港で脳溢血により死去。享年68（満67歳）。